# アリ・マッキャン
アリスター・エドワード・マッキャン（英語: Alistair Edward McCann、1999年12月4日 - ）は、北アイルランドとスコットランドのサッカー選手。ポジションはMF。

## クラブ歴
2012年にセント・ジョンストンFCの下部組織に加入した。2018年1月29日の試合で選手初出場を記録した。2019年2月にストランラーFCに期限付き移籍した。
2021年8月31日にプレストン・ノースエンドFCに完全移籍した。

## 代表歴
2020年11月15日、オーストリア代表戦でA代表初出場を記録した。

## 私生活
北アイルランド人の父とイングランド人の母の間にエディンバラで生まれた。兄のロス・マッキャンはラグビー選手、弟のルイス・マッキャンはサッカー選手。